# Obeidia rongaria
Obeidia rongaria är en fjärilsart som beskrevs av Charles Oberthür 1893. Obeidia rongaria ingår i släktet Obeidia och familjen mätare. Inga underarter finns listade i Catalogue of Life.